# Japan op de Olympische Winterspelen 1928
Tijdens de Olympische Winterspelen van 1928, die in Sankt Moritz (Zwitserland) werden gehouden, nam Japan voor de eerste keer deel.

## Deelnemers en resultaten

### Langlaufen
| Olympiër         | Discipline | Resultaat | Prestatie |
| ---------------- | ---------- | --------- | --------- |
| Takeji Aso       | 50 km (m)  | dnf       | opgave    |
| Minoru Nagata    | 18 km (m)  | 32e       | 2:04.23   |
| Minoru Nagata    | 50 km (m)  | 24e       | 6:02.24   |
| Sakuta Takefushi | 18 km (m)  | 31e       | 2:04.20   |
| Sakuta Takefushi | 50 km (m)  | 26e       | 6:05.50   |
| Akira Takehashi  | 18 km (m)  | 37e       | 2:10.57   |
| Akira Takehashi  | 50 km (m)  | 25e       | 6:05.25   |
| Takeo Yazawa     | 18 km (m)  | 27e       | 2:02.29   |

### Noordse combinatie
| Olympiër         | Discipline | Resultaat | Prestatie |
| ---------------- | ---------- | --------- | --------- |
| Sakuta Takefushi | mannen     | dnf       | opgave    |

### Schansspringen
| Olympiër     | Discipline | Resultaat | Prestatie                  |
| ------------ | ---------- | --------- | -------------------------- |
| Motohiko Ban | mannen     | 38e       | 4,000 punten (34,0+39,0 m) |

Argentinië · België · Canada · Duitsland · Estland · Finland · Frankrijk · Groot-Brittannië · Hongarije · Italië · Japan · Joegoslavië · Letland · Litouwen · Luxemburg · Mexico · Nederland · Noorwegen · Oostenrijk · Polen · Roemenië · Tsjecho-Slowakije · Verenigde Staten · Zweden · Zwitserland